# 招かれざる客
『招かれざる客』（まねかれざるきゃく、Guess Who's Coming to Dinner）は、1967年のアメリカ合衆国のドラマ映画。監督はスタンリー・クレイマー、出演はスペンサー・トレイシー、シドニー・ポワチエ、キャサリン・ヘプバーンなど。黒人青年と白人女性の結婚を巡る双方の家族の葛藤を描いている。
第40回アカデミー賞では作品賞を含む10部門の候補となり、キャサリン・ヘプバーンが主演女優賞を、ウィリアム・ローズが脚本賞を受賞。公開を前に亡くなったトレイシーの遺作でもある。

## 概要
異人種間結婚は歴史的に米国の多くの州で違法であったため、この映画は当時、異人種間結婚を前向きに描いた数少ない映画の1つ。映画が公開される半年前の1967年6月12日まで17の州でまだ違法であり、最高裁判所がラヴィング対ヴァージニア州裁判で異人種間結婚を禁じる法律を無効にする直前に撮影された。

## ストーリー
1967年のこと。23歳の白人女性ジョアンナ・ドレイトンは、過去に妻子を列車事故で喪った37歳の黒人医師ジョン・プレンティスと共にハワイからサンフランシスコの実家に戻る。2人はハワイ滞在中の10日間で急速に接近し婚約した。
ジョアンナの両親は、新聞社を経営するマット・ドレイトンと、画廊を経営する妻のクリスティーナ。ドレイトン夫妻はいずれもリベラルな考え方を持っているが、娘が黒人男性と婚約したことにショックを受ける。クリスティーナは徐々にその状況を受け入れるが、マットはアメリカ社会で2人が直面するであろう不幸と克服不可能と思われる諸問題を理由に反対する。
ジョアンナのいない所でジョンはドレイトン夫妻に、夫妻が共に自分たちを祝福しない限り、自分は身を引くと告げる。 問題を複雑にしたのは、ジョンがその夜遅くにニューヨークに飛び、その後世界保健機関での仕事のためスイスのジュネーブに3か月間滞在する予定であるということだ。 従って、ドレイトン夫妻からの答えによって、ジョアンナが彼に同行するか否かが決まる。
ドレイトン家の黒人家政婦のティリーは、ジョンの魂胆を疑い、ジョアンナを守り抜くという態度を見せ、ジョンを責め立てる。一方、ジョアンナは、ジョンが驚いたことに、ロサンゼルスに住むジョンの両親をその夜の夕食に招待してしまう。ジョンはジョアンナが白人であることを両親にまだ伝えていない。
マットがその日のゴルフをキャンセルした後、一緒にプレイする予定だったライアン司祭がマットの家に来る。彼はマットやジョンとジョアンナに対してこの婚約に賛成すると伝えた。しかしマットは譲らない。クリスティーナは、仮令マットと対立することになっても、自分もジョアンナを支持するとマットに告げる。クリスティーナは、この状況にずうずうしく口を挟みクリスティーナの境遇に同情を示すが偏見をも示す、自分の画廊のマネージャーであるヒラリー・セント・ジョージを直ちに解雇する。ジョンとジョアンナはジョンの両親を空港に迎えに行く途中、ジョアンナの旧友とその夫と会ったところ、彼らも全面的に賛成してくれる。
ジョンの両親であるプレンティス夫妻が飛行機で到着すると、彼らもまたジョアンナが白人であることを知りショックを受ける。ドレイトン家では、両家族の間で様々な会話が交わされる。この状況を消化するにはもっと時間が必要であることで全員が一致する。母親同士の話では、これは予想外の出来事だが、子供たちを応援することで合意された。父親同士も話し、2人ともこの不幸な出来事に反対の意を表した。ライアン司祭はマットの反対にも拘わらず、ジョンに引き下がらないよう助言する。ジョンの母親は、自分もクリスティーナも賛成だとジョンに告げる。ジョンと父親は世代の違いについて話し合う。ジョンの母親はマットに、ジョンと自分の夫は恋に落ちることがどのようなものかを忘れており、本当の恋を思い出せないことで思考が曇っているのだと語った。 ジョンは、結婚に反対すると面と向かって自分に伝える「勇気」が無いマットをたしなめる。
最後に、マットはこの結婚についての判断を全員に明かす。ジョアンナはマットのスピーチを聞いて、ジョンがドレイトン夫妻の承認を結婚の条件としていたことを初めて知る。マットは、ジョンの母親の話を聞いた後、本当の恋愛が何であるかを想い出したと話す。彼は、2人は人種の違いから今後多くの問題に直面するが、それを克服する方法を見つけなければならない、そして自分には結婚を止める権利が無いことを最初から承知しており、この結婚を許すと語った。そして一同はダイニングルームに移動し夕食をとり始める。

## 登場人物
マット・ドレイトン
演 - スペンサー・トレイシー
新聞社社長。リベラリストとして娘の結婚を理解しつつも認めることができない。
ジョン・プレンティス
演 - シドニー・ポワチエ
世界的に高名な黒人医師。妻子を事故で失った過去を持つ。結婚への障害を現実的に理解している。
クリスティーナ・ドレイトン
演 - キャサリン・ヘプバーン
マットの妻。娘の結婚にとまどうが娘の幸せを思って結婚に賛成する。
ジョアンナ（ジョーイ）・ドレイトン
演 - キャサリン・ホートン
ドレイトン夫妻の娘。ジョンとの結婚に障害などないと信じ切っている。
ライアン神父
演 - セシル・ケラウェイ
ドレイトン夫妻の友人。ジョンとジョーイの結婚を心から祝福する。
ジョンの母親
演 - ビア・リチャーズ
息子が白人女性と結婚することに驚きつつも、息子を信じて結婚に賛成する。
ジョンの父親
演 - ロイ・グレン
苦労して育てた息子の結婚を認めることができない。
ティリー
演 - イザベル・サンフォード
ドレイトン家の黒人家政婦。ジョンを認めようとしない。

## キャスト
| 役名                       | 俳優                     | 日本語吹替                         |
| 役名                       | 俳優                     | TBS版                              |
| -------------------------- | ------------------------ | ---------------------------------- |
| クリスティーナ・ドレイトン | キャサリン・ヘップバーン | 奈良岡朋子                         |
| マット・ドレイトン         | スペンサー・トレイシー   | 久米明                             |
| ジョン・プレンティス       | シドニー・ポワチエ       | 田中信夫                           |
| ジョーイ・ドレイトン       | キャサリン・ホートン     | 杉山佳寿子                         |
| ジョンの父                 | ロイ・グレン             | 雨森雅司                           |
| ジョンの母                 | ビア・リチャーズ         | 麻生美代子                         |
| ライアン神父               | セシル・ケラウェイ       | 千葉耕市                           |
| マチルダ・ビンクス         | イザベル・サンフォード   | 遠藤晴                             |
| 不明 その他                |                          | 池田勝 山岡葉子                    |
|                            |                          |                                    |
| 演出                       | 演出                     | 蕨南勝之                           |
| 翻訳                       | 翻訳                     | 平田勝茂                           |
| 効果                       | 効果                     | 遠藤堯雄/桜井俊哉                  |
| 調整                       | 調整                     | 二宮毅                             |
| 制作                       | 制作                     | 東北新社                           |
| 解説                       | 解説                     | 荻昌弘                             |
| 初回放送                   | 初回放送                 | 1978年5月15日 『月曜ロードショー』 |

### 音楽
- フランク・デ・ヴォール（英語版）
- 主題歌 "The Glory of Love"、作曲:ビリー・ヒル、歌:Jacqueline Fontaine

## 作品の評価

### 映画批評家によるレビュー
Rotten Tomatoesによれば、批評家の一致した見解は「異人種間結婚へのアプローチとしては本質を突いているというよりも善意がまさっている『招かれざる客』は、スターが散りばめられたアンサンブルの炭酸が泡立つようなケミストリーのおかげで成功している」であり、37件の評論のうち高評価は70%にあたる26件で、平均点は10点満点中6.51点となっている。Metacriticによれば、6件の評論のうち、高評価は3件、賛否混在は2件、低評価は1件で、平均点は100点満点中63点となっている。

### 受賞歴
| 映画祭・賞       | 部門       | 候補                                          | 結果       |
| ---------------- | ---------- | --------------------------------------------- | ---------- |
| アカデミー賞     | 作品賞     | スタンリー・クレイマー                        | ノミネート |
| アカデミー賞     | 監督賞     | スタンリー・クレイマー                        | ノミネート |
| アカデミー賞     | 主演男優賞 | スペンサー・トレイシー                        | ノミネート |
| アカデミー賞     | 主演女優賞 | キャサリン・ヘプバーン                        | 受賞       |
| アカデミー賞     | 助演男優賞 | セシル・ケラウェイ                            | ノミネート |
| アカデミー賞     | 助演女優賞 | ビア・リチャーズ                              | ノミネート |
| アカデミー賞     | 脚本賞     | ウィリアム・ローズ                            | 受賞       |
| アカデミー賞     | 編集賞     | ロバート・C・ジョーンズ                       | ノミネート |
| アカデミー賞     | 美術賞     | ロバート・クラットワージー フランク・タトル   | ノミネート |
| アカデミー賞     | 編曲賞     | フランク・デ・ヴォール                        | ノミネート |
| 英国アカデミー賞 | 主演男優賞 | スペンサー・トレイシー                        | 受賞       |
| 英国アカデミー賞 | 主演女優賞 | キャサリン・ヘプバーン 『冬のライオン』と共に | 受賞       |

### 後の作品への影響
2005年に『ゲス・フー/招かれざる恋人』としてリメイクされた。監督はケヴィン・ロドニー・サリヴァン。主演はバーニー・マックとアシュトン・カッチャーがつとめた。
2017年のホラー映画『ゲット・アウト』は本作を元ネタとし、現代的にアップデートした作品であるとの指摘がある。

## エピソード
スペンサー・トレイシーとキャサリン・ヘプバーンの娘を演じたキャサリン・ホートンは、ヘプバーンの実の姪（妹の娘）である。また、撮影終了後に亡くなったトレイシーの長年の「パートナー」だったヘプバーンは、彼を思い出して辛いという理由で今作の完成版を観ていない。